# Rząd Bronislovasa Lubysa
Rząd Bronislovasa Lubysa – piąty rząd Republiki Litewskiej od ogłoszenia niepodległości w 1990.
Funkcjonował od 17 grudnia 1992 do 31 marca 1993.

## Skład rządu
- premier: Bronislovas Lubys
- minister budownictwa: Algirdas Vapšys
- minister energetyki: Leonas Ašmantas
- minister finansów: Eduardas Vilkelis
- minister gospodarki: Julius Veselka
- minister kultury i edukacji: Dainius Trinkūnas
- minister leśnictwa: Jonas Klimas
- minister łączności i technologii informacyjnych: Gintautas Žintelis
- minister obrony: Audrius Butkevičius
- minister ochrony socjalnej: Teodoras Medaiskis
- minister przemysłu i handlu: Albertas Sinevičius
- minister rolnictwa: Rimantas Karazija
- minister sprawiedliwości: Jonas Prapiestis
- minister spraw wewnętrznych: Romasis Vaitiekūnas
- minister spraw zagranicznych: Povilas Gylys
- minister transportu: Jonas Biržiškis
- minister zdrowia: Vytautas Kriauza
- minister bez teki ds. administracji lokalnej: Algimantas Matulevičius